# Петниста дървесна жаба
Петнистите дървесни жаби (Dendrobates tinctorius) са вид земноводни от семейство Дърволази (Dendrobatidae).
Срещат се в североизточната част на Южна Америка.
Таксонът е описан за пръв път от Фредерик Кювие през 1797 година.